# ماموث (أريزونا)
ماموث (بالإنجليزية: Mammoth, Arizona)‏ هي بلدة تقع في مقاطعة بينال، أريزونا بولاية أريزونا في الولايات المتحدة. تأسست عام 1872، تبلغ مساحتها 2.8 (كم²)، وترتفع عن سطح البحر 719 م، بلغ عدد سكانها 2427 نسمة في عام 2007 حسب إحصاء مكتب تعداد الولايات المتحدة وتصل الكثافة السكانية فيها 773.9 نسمة/كم2.

## التركيبة السكانية
حدّد مكتب تعداد الولايات المتحدة بيانات التركيبة السكانية لماموث في تعداد الولايات المتحدة. في ما يلي، التركيبة السكانية حسب تعدادي 2000 و2010.

### تعداد عام 2000
بلغ عدد سكان ماموث 1,762 نسمة بحسب تعداد عام 2000، وبلغ عدد الأسر 562 أسرة وعدد العائلات 440 عائلة مقيمة في البلدة. في حين سجلت الكثافة السكانية 25.8 نسمة لكل كيلومتر مربع (66.8/ميل2). وبلغ عدد الوحدات السكنية 697 وحدة بمتوسط كثافة قدره 10.2 لكل كيلومتر مربع (26.4/ميل2).
وتوزع التركيب العرقي للبلدة بنسبة 61.92% من البيض و0.11% من الأمريكيين الأفارقة و1.53% من الأمريكيين الأصليين و0.34% من الأمريكيين ذوي الأصول الآسيوية و0.17% من سكان جزر المحيط الهادئ و31.90% من الأعراق الأخرى و4.03% من عرقين مختلطين أو أكثر و72.99% من الهسبانيون أو اللاتينيون من أي عرق.
بلغ عدد الأسر 562 أسرة كانت نسبة 45% منها لديها أطفال تحت سن الثامنة عشر تعيش معهم، وبلغت نسبة الأزواج القاطنين مع بعضهم البعض 55% من أصل المجموع الكلي للأسر، ونسبة 16% من الأسر كان لديها معيلات من الإناث دون وجود شريك،  بينما كانت نسبة 7.3% من الأسر لديها معيلون من الذكور دون وجود شريكة وكانت نسبة 21.7% من غير العائلات. تألفت نسبة 18.5% من أصل جميع الأسر من عدة أفراد يعيشون في نفس المنزل ونسبة 9.8% كانت تتألف من شخص يعيش بمفرده يبلغ من العمر 65 عاماً أو أكثر. وبلغ متوسط حجم الأسرة المعيشية 3.14، أما متوسط حجم العائلات فبلغ 3.54.
بلغ العمر الوسطي للسكان 31.7 عاماً. وكانت نسبة 33.5% من القاطنين تحت سن الثامنة عشر، وكانت نسبة 8.9% بين الثامنة عشر والرابعة والعشرين عاماً، ونسبة 25.8% كانت واقعةً في الفئة العمرية ما بين الخامسة والعشرين والرابعة والأربعين عاماً، ونسبة 20.1% كانت ما بين الخامسة والأربعين والرابعة والستين، ونسبة 11.6% كانت ضمن فئة الخامسة والستين عاماً فما فوق. يوجد لكل 100 أنثى 97.8 ذكر، ويوجد لكل 100 أنثى في الثامنة عشر من عمرها فما فوق 95.3 ذكر.
بلغ متوسط دخل الأسرة في البلدة 29,861 دولارًا، أما متوسط دخل العائلة فبلغ 32,661 دولارًا. وكان متوسط دخل الذكور 32,768 دولارًا مقابل 19,028 دولارًا للإناث. وسجل دخل الفرد الخاص بالبلدة 9,878 دولارًا. وكانت نسبة 23.8% من العائلات ونسبة 28.1% من السكان تحت خط الفقر، وكان من هؤلاء نسبة 39.6% تحت سن الثامنة عشر ونسبة 10.6% في الخامسة والستين من العمر وما فوق.

### تعداد عام 2010
بلغ عدد سكان ماموث 1,426 نسمة بحسب تعداد عام 2010، وبلغ عدد الأسر 487 أسرة وعدد العائلات 357 عائلة مقيمة في البلدة. في حين سجلت الكثافة السكانية 20.9 نسمة لكل كيلومتر مربع (54.1/ميل2). وبلغ عدد الوحدات السكنية 635 وحدة بمتوسط كثافة قدره 9.3 لكل كيلومتر مربع (24.1/ميل2).
وتوزع التركيب العرقي للبلدة بنسبة 64.80% من البيض و0.21% من الأمريكيين الأفارقة و1.54% من الأمريكيين الأصليين و0.07% من الأمريكيين ذوي الأصول الآسيوية و27.42% من الأعراق الأخرى و5.96% من عرقين مختلطين أو أكثر و69.71% من الهسبانيون أو اللاتينيون من أي عرق.
بلغ عدد الأسر 487 أسرة كانت نسبة 40.2% منها لديها أطفال تحت سن الثامنة عشر تعيش معهم، وبلغت نسبة الأزواج القاطنين مع بعضهم البعض 51.1% من أصل المجموع الكلي للأسر، ونسبة 13.6% من الأسر كان لديها معيلات من الإناث دون وجود شريك،  بينما كانت نسبة 8.6% من الأسر لديها معيلون من الذكور دون وجود شريكة وكانت نسبة 26.7% من غير العائلات. تألفت نسبة 22.2% من أصل جميع الأسر من عدة أفراد يعيشون في نفس المنزل ونسبة 9.4% كانت تتألف من شخص يعيش بمفرده يبلغ من العمر 65 عاماً أو أكثر. وبلغ متوسط حجم الأسرة المعيشية 2.93، أما متوسط حجم العائلات فبلغ 3.43.
بلغ العمر الوسطي للسكان 37.2 عاماً. وكانت نسبة 29.5% من القاطنين تحت سن الثامنة عشر، وكانت نسبة 8.8% بين الثامنة عشر والرابعة والعشرين عاماً، ونسبة 21% كانت واقعةً في الفئة العمرية ما بين الخامسة والعشرين والرابعة والأربعين عاماً، ونسبة 25.3% كانت ما بين الخامسة والأربعين والرابعة والستين، ونسبة 15.4% كانت ضمن فئة الخامسة والستين عاماً فما فوق. وتوزع التركيب الجنسي للسكان بنسبة 49.6% ذكور و50.4% إناث.

## وصلات خارجية
- http://www.townofmammoth.com
- The US50 - Cities and Towns in Arizona State
- Arizona Cities and Towns, Facts, Map, Flag, Colleges, Government, and More